# Théâtre de la Gaîté-Montparnasse
El théâtre de la Gaîté-Montparnasse és un teatre de París situat en el barri de Montparnasse, en el número 26 del carrer de la Gaîté, en el districte 14è. Fou inaugurat el 1868. Actualment té una capacitat de 401 seients.